# Клиническая ординатура
Клини́ческая ординату́ра — часть многоуровневой системы высшего профессионального образования медицинских работников в СССР и странах постсоветского пространства. Ординатура, наравне с интернатурой (в России прекратила существование 1 сентября 2016 года), является этапом последипломного образования врачей на базе медицинских высших учебных заведений, научно-исследовательских институтов, а также институтов усовершенствования врачей. Окончившим подготовку в клинической ординатуре в дополнение к диплому о базовом высшем медицинском образовании выдаётся диплом специалиста установленного образца, дающий право на самостоятельную врачебную деятельность. В странах ЕС (включая Балтийские государства), США и Казахстане известна под названием «резидентура», а обучающийся — «врач-резидент».

## Задача ординатуры
Основная цель обучения в клинической ординатуре — подготовка кадров высшей квалификации для самостоятельной работы в органах и учреждениях здравоохранения (или в порядке частной практики). Таким образом, основными задачами обучающихся является:
- углублённое изучение методологических, клинических и медико-социальных основ медицинских наук;
- формирование умений и навыков самостоятельной профессиональной деятельности.

## Порядок обучения в России
До отмены интернатуры ординатура была не заменой интернатуры, а дополнением к ней.
Врачи для обучения в ординатуре отбираются по конкурсу. Срок обучения в ординатуре составляет 2 года. В некоторых отдельных случаях, по ходатайству учёного совета учреждения, осуществляющего подготовку клинических ординаторов, Министерство здравоохранения Российской Федерации может продлить срок обучения до 5 лет.
Ранее срок обучения в клинической ординатуре засчитывался в трудовой стаж врача, и при назначении досрочной пенсии.
Обучающимся в клинической ординатуре выплачивается стипендия за счёт обучающего учреждения.
Обучение клинических ординаторов осуществляется по специальностям, предусмотренным действующей «Номенклатурой врачебных специальностей» и в соответствии с учебным планом и программой по каждой специальности. Подготовка осуществляется в соответствии с индивидуальным планом, составленным совместно с квалифицированным руководителем и утверждённым руководителем кафедры или иного подразделения, на котором происходит обучение клинических ординаторов. Этим индивидуальным планом обязательно предусматривается сдача зачётов по основной специальности подготовки и смежным дисциплинам, а также периодические доклады на конференциях.